# Haihun Jiao
Haihun Jiao (chinesisch 海魂角 Meergeisthorn) ist ein 55 m hoher Hügel an der Ingrid-Christensen-Küste des ostantarktischen Prinzessin-Elisabeth-Lands. Er ragt auf der Südseite der Basis der Tonagh Promontory bzw. am Nordufer der Wilcock Bay in den Larsemann Hills auf.
Chinesische Wissenschaftler benannten ihn 1993 im Zuge von Vermessungsarbeiten.